# Pan Tau
Pan Tau: personaje creado para una serie de televisión infantil del mismo título de la que se hicieron y se emitieron 33 episodios. 

## Introducción
La serie fue realizada en Checoeslovaquia, siendo coproducida por la cadena de televisión alemana WDR; el primer episodio, realizado en  1966, se puso en antena en  1967. El personaje tuvo su última aparición en un largometraje de  1988. Pan Tau, que generalmente no hablaba, fue interpretado por Otto Šimánek (nacido en Třešť, en 1925 y fallecido en Praga, en 1992). La serie fue escrita por Ota Hofman y dirigida por Jindřich Polák.
Lo más característico de Pan Tau era su sombrero hongo mágico. Tamborileando los dedos en él, Pan Tau era capaz de convertirse en un muñeco, por lo demás idéntico a sí mismo, pero muy pequeño, y bajo esta apariencia conseguir algún objeto necesario o realizar cualquier tipo de tarea mágica. Generalmente se dedicaba a ayudar a niños que estaban en apuros, como buscando un buen lugar para nadar, o con problemas familiares en Navidad, o conseguir que un chico llegue a tiempo para tomar su clase de piano.
El nombre del personaje sería en español "El señor Tau". En el primer episodio de la serie, se ve cómo llega el personaje procedente de la estrella Tau de la  constelación de la Ballena: la estrella Tau Ceti.
Las secuencias en las que Pan Tau aparece en forma de muñequito están hechas mediante animación fotográfica (stop motion).
La serie se emitió también en España.

## Tablas de episodios de la serie de TV

### 1ª temporada
| Nº | Título checo                | Título alemán                     | Traducción del título alemán     |
| -- | --------------------------- | --------------------------------- | -------------------------------- |
| 1  | Pan Tau přichází            | Pan Tau tritt auf                 | Llega Pan Tau                    |
| 2  | Pan Tau naděluje            | Pan Tau und die schöne Bescherung | Pan Tau y los regalos de Navidad |
| 3  | Pan Tau na horách           | Pan Tau im Schnee                 | Pan Tau en la nieve              |
| 4  | Pan Tau a neděle            | Pan Tau und der lange Sonntag     | Pan Tau y el domingo largo       |
| 5  | Pan Tau jde do školy        | Pan Tau geht in die Schule        | Pan Tau va a la escuela          |
| 6  | Pan Tau a samá voda         | Pan Tau und lauter Wasser         | Pan Tau y las aguas bravas       |
| 7  | Pan Tau a Claudie           | Pan Tau und Claudia im Schloss    | Pan Tau y Claudia en la mansión  |
| 8  | Pan Tau to zařídí           | Pan Tau packt die Koffer          | Pan Tau hace las maletas         |
| 9  | Pan Tau a cesta kolem světa | Pan Tau geht auf Reisen           | Pan Tau se va de viaje           |
| 10 | Pan Tau v cirkusu           | Pan Tau und die Zirkuswelt        | Pan Tau y el mundo del circo     |
| 11 | Pan Tau a taxikář           | Pan Tau fährt Taxi                | Pan Tau taxista                  |
| 12 | Hledá se Pan Tau            | Pan Tau wird gesucht              | Se busca a Pan Tau               |
| 13 | Pan Tau a tisíc kouzel      | Pan Tau ist wieder da             | Pan Tau ha vuelto                |

### 2ª temporada
| Nº | Título checo                      | Título alemán                       | Traducción del título alemán  |
| -- | --------------------------------- | ----------------------------------- | ----------------------------- |
| 1  | Pan Tau se vrací                  | Pan Tau macht eine Bauchlandung     | Pan Tau se da un tripazo      |
| 2  | Pan Tau a Robinson                | Pan Tau und Robinson                | Pan Tau y Robinson            |
| 3  | Pan Tau a příliš velký balón      | Pan Tau im Ballon                   | Pan Tau en globo              |
| 4  | Pan Tau a pes kozopes             | Pan Tau und der Ziegenhund          | Pan Tau y el perro pastor     |
| 5  | Pan Tau a rodinná slavnost        | Pan Tau und die Verwandten          | Pan Tau y los parientes       |
| 6  | Pan Tau jde do práce              | Pan Tau macht Quark                 | Pan Tau hace cuajada          |
| 7  | Pan Tau a pět hrušek a tři jablka | Pan Tau wird untersucht             | Pan Tau tiene un examen       |
| 8  | Pan Tau a černý deštník           | Pan Tau und vereinzelt Sonnenschein |                               |
| 9  | Pan Tau a velký pes               | Pan Tau tanzt aus der Reihe         | Pan Tau se salta la regla     |
| 10 | Pan Tau a rosnička                | Pan Tau und die Jagd auf den Frosch | Pan Tau y la pesca de la rana |
| 11 | Pan Tau a Aladinova lampa         | Pan Tau und der Blechschaden        |                               |
| 12 | Pan Tau a zlatý kufr              | Pan Tau baut um                     |                               |
| 13 | Pan Tau odchází                   | Pan Tau unbekannt verzogen          |                               |

### 3ª temporada
| Nº | Título checo                  | Título alemán                                   | Traducción del título alemán |  |
| -- | ----------------------------- | ----------------------------------------------- | ---------------------------- |  |
| 1  | Poplach v oblacích            | Alarm in den Wolken                             | Alarma en las nubes          |  |
| 2  | Lov na slona                  | Elefantenjagd                                   | La caza del elefante         |  |
| 3  | Noc v safari                  | Das ist nicht zu fassen                         |                              |  |
| 4  | Pan Tau a kouzelnice          | Zaubern ist nicht leicht                        | Obrar prodigios no es fácil  |  |
| 5  | Pan Tau na pionýrském táboře  | Rein in die Kartoffeln, raus aus den Kartoffeln |                              |  |
| 6  | Pan Tau, a která je ta pravá? | Die vertauschte Melone                          |                              |  |
| 7  | Od zítřka nečaruji            | Auf Wiedersehen, Pan Tau                        | Adiós, Pan Tau               |  |

## Premios
- 1970 – Festival Nacional de Cine Infantil de Zlín. Ahora, hay uno internacional de cine infantil y juvenil.

- 1970 – Festival Internacional de Cine Infantil y Juvenil de Venecia.

- 1971 – Festival de Televisión de Montecarlo.

- 1974 –  Bambi de plata.

- 1976 – Premio Adolf Grimme.

## Efemérides
- En 1970, una entonces desconocida Ivana Marie Zelníčková (más tarde Ivana Trump) apareció en Pan Tau en el episodio 3 de la temporada 1, "Pan Tau na horách" (Pan Tau en las montañas), que fue su primer papel televisivo.[1][2][3]
- La cantante alemana Nena grabó en 1990 un vídeo llamado "Du bist Überall" ("Estás en todos lados"), que gira en torno a Pan Tau, donde se mezclan escenas de la serie y la actuación real de Otto Šimánek, dando vida de nuevo a Pan Tau.[4]